# Wybory parlamentarne w Rumunii w 2000 roku
Wybory parlamentarne w Rumunii w 2000 roku zostały przeprowadzone 26 listopada 2000. W ich wyniku zostało wybranych 345 posłów do Izby Deputowanych oraz 140 członków Senatu. Frekwencja wyniosła 65,3%. W wyborach zwycięstwo odniosła postkomunistyczna lewica. Równolegle z wyborami parlamentarnymi odbyła się pierwsza tura wyborów prezydenckich.

## Izba Deputowanych
| Lista wyborcza | Głosy     | %    | Mandaty           |
| --- | --------- | ---- | ----------------- |
| PDSR – Biegun Socjaldemokracji Partia Socjaldemokracji w Rumunii Rumuńska Partia Humanistyczna Rumuńska Partia Socjaldemokratyczna | 3 968 464 | 36,6 | 155 (144) (6) (5) |
| Partia Wielkiej Rumunii | 2 112 027 | 19,5 | 84                |
| Partia Demokratyczna | 762 365   | 7,0  | 31                |
| Partia Narodowo-Liberalna | 747 263   | 6,9  | 30                |
| Demokratyczny Związek Węgrów w Rumunii                                                                                             | 736 863   | 6,8  | 27                |
| CDR 2000 (w tym PNȚCD i UFD) | 546 135   | 5,0  | 0                 |
| Sojusz na rzecz Rumunii | 441 228   | 4,1  | 0                 |
| PNL-Câmpeanu | 151 518   | 1,4  | 0                 |
| PUNR-Sojusz Narodowy | 149 525   | 1,4  | 0                 |
| Ekologiczna Partia Rumunii | 101 256   | 0,9  | 0                 |
| Socjalistyczna Partia Pracy | 91 027    | 0,8  | 0                 |
| Ugrupowania mniejszości narodowych                                                                                                 |           |      | 18                |
| Razem |           |      | 345               |

## Senat
| Lista wyborcza                         | Głosy     | %    | Mandaty |
| -------------------------------------- | --------- | ---- | ------- |
| PDSR – Biegun Socjaldemokracji         | 4 040 212 | 37,1 | 65      |
| Partia Wielkiej Rumunii                | 2 288 483 | 20,0 | 37      |
| Partia Demokratyczna                   | 825 437   | 7,6  | 13      |
| Partia Narodowo-Liberalna              | 814 381   | 7,5  | 13      |
| Demokratyczny Związek Węgrów w Rumunii | 751 310   | 6,9  | 12      |
| CDR 2000 (w tym PNȚCD i UFD)           | 575 706   | 5,3  | 0       |
| Sojusz na rzecz Rumunii                | 465 535   | 4,3  | 0       |
| PUNR-Sojusz Narodowy                   | 154 761   | 1,4  | 0       |
| PNL-Câmpeanu                           | 133 018   | 1,2  | 0       |
| Ekologiczna Partia Rumunii             | 108 370   | 1,0  | 0       |
| Socjalistyczna Partia Pracy            | 96 636    | 0,9  | 0       |
| Razem                                  |           |      | 140     |